# Exocentrus tsushimanus
Exocentrus tsushimanus là một loài bọ cánh cứng trong họ Cerambycidae.